# Billy Wright

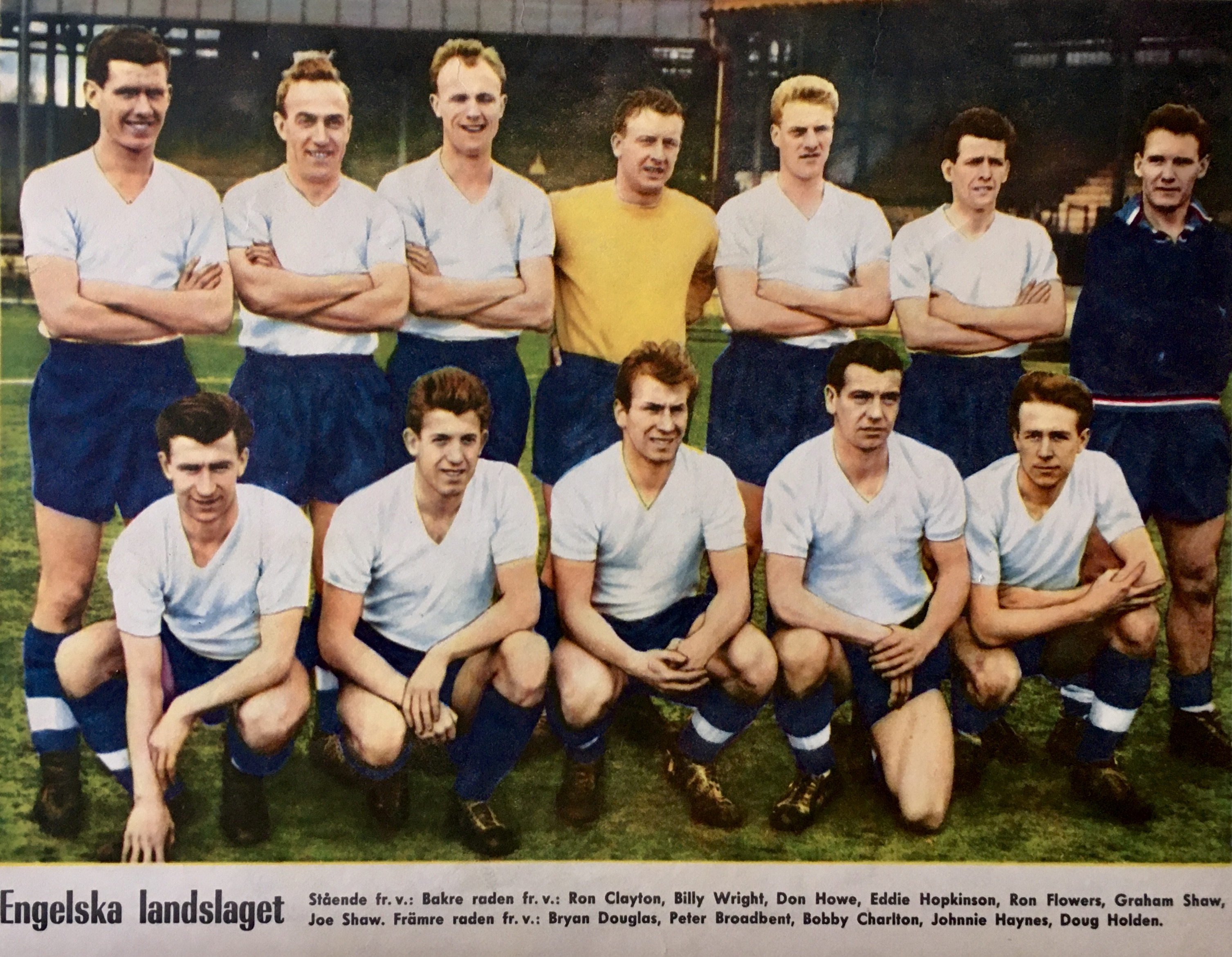
Englands vinnande lag mot Skottland på Empire Stadium, London den 11 april 1959. Från vänster, stående: Ronnie Clayton, Billy Wright (kapten), Don Howe, Eddie Hopkinson, Ron Flowers, Graham Shaw, Joe Shaw; främre raden: Bryan Douglas, Peter Broadbent, Bobby Charlton, Johnny Haynes och Doug Holden.

William Ambrose "Billy" Wright, född 6 februari 1924 i Ironbridge, Shropshire, död 3 september 1994, var en engelsk fotbollsspelare.
Billy Wright kom till Wolverhampton Wanderers 1938 och blev professionell i februari 1941. Han blev lagkapten 1947 och kom att spela 490 ligamatcher för klubben. Fem år senare blev Wright utsedd till årets spelare i England. Med Wolves blev han ligamästare 1954, 1958 och 1959. Trots sin defensiva position – han var från början ytterhalv, och flyttade senare ner som centerhalv – blev Wright aldrig varnad eller utvisad.
Wright blev den förste spelare att spela 100 landskamper för England. Totalt spelade han 105 landskamper och var lagkapten i 90 av dem. Wright var med i VM-turneringarna 1950, 1954 och 1958.
Efter den framgångsrika spelarkarriären hade Wright en mindre lyckad tränarkarriär. Han kom till Arsenal 1962 och fick sparken fyra år senare.
Utanför Wolverhamptons hemmaarena Molineux finns en staty av Billy Wright.